# Константин Философ (филм)
„Константин Философ“ е български 6-сериен телевизионен игрален филм (историческа драма) от 1983 година на режисьора Георги Стоянов, по сценарий на Никола Русев. Оператор е Христо Тотев. Музиката във филма е композирана от Симеон Пиронков.
Посочената в карето като премиерна дата на филма - 23 май 1983 - вероятно е неточна, ако става дума за телевизионна премиера - в изданието "Телевизия, Радио" на тази дата има посочена телевизионна театрална постановка със заглавие "Константин Кирил Философ", която не бива да се бърка с филма. Възможно е това да е датата на премиерата на киноверсията, а телевизионната да е излъчена по-късно, във връзка с 1100 годишнината от пристигането на кирило-методиевите ученици в пределите на Първогто българско царство (1985). 
По различни данни, включително на участници в продукцията, филмът е заснет през април и май 1984 година в киностудия "Барандов" - Прага, в продължение на 8 седмици. 
Реализирана е и 2-серийна версия на филма през 1985 година за разпространение в кината.

## Серии
- Епизод I: Солунското чудо – 56 минути
- Епизод II: Душата на езика – 57 минути
- Епизод III: Изборът – 55 минути
- Епизод IV: При сарацините – 55 минути
- Епизод V: В началото бе словото – 55 минути
- Епизод VI: Повикът на кръвта – 45 минути[1].

## Актьорски състав
| Роля                                                                           | Изпълнител                           |
| ------------------------------------------------------------------------------ | ------------------------------------ |
| Константин-Кирил Философ, „Солунският чудотворец“ (в 6 серии: от I до VI вкл.) | Руси Чанев                           |
| патрикият Георгий (в 6 серии: от I до VI вкл.)                                 | Марин Янев                           |
| логотетът Теоктист (в 5 серии: от II до VI вкл.)                               | Наум Шопов                           |
| Халил/Димитрий (в 3 серии: I, V, VI)                                           | Ицхак Финци                          |
| Захариус (в 4 серии: I, II, V, VI)                                             | Георги Черкелов                      |
| александриеца Ангеларий (в 4 серии: I, II, III, V)                             | Велко Кънев                          |
| философът патриарх Фотий (в 6 серии: от I до VI вкл.)                          | Рашко Младенов                       |
| Ирина, дъщерята на Судал (в 5 серии: от I до V вкл.)                           | Добринка Станкова                    |
| Методий (в 2 серии: I, VI)                                                     | Константин Цанев                     |
| Теодора Българска, българската пленница (в 5 серии: от I до V вкл.)            | Ели Скорчева                         |
| Константин-Кирил Философ като дете (в 1 серия: I)                              | Витомир Саръиванов                   |
| регент Судал (в 3 серии: II, IV, V)                                            | Лъчезар Стоянов                      |
| (в 1 серия: I)                                                                 | Андрей Чапразов                      |
| Мария, майката на Константин (в 2 серии: I, V)                                 | Невена Коканова                      |
| патриарх Методий (в 2 серии: I, II)                                            | Любомир Кабакчиев                    |
| математикът Лъв (в 2 серии: I, II)                                             | Николай Бинев                        |
| жената на Варда (в 4 серии: от I до IV вкл.)                                   | Мария Каварджикова                   |
| чистач (в 2 серии: V, VI)                                                      | Павел Поппандов                      |
| монахът с товара (в 1 серия: III)                                              | Константин Коцев                     |
| патриарх Йоан Граматик (в 1 серия: III)                                        | Стоян Гъдев                          |
| Аргир (в 3 серии: I, V, VI)                                                    | Вълчо Камарашев                      |
| монах Вергавий (в 2 серии: III, VI)                                            | Вельо Горанов                        |
| Августа Теодора (в 4 серии: I, II, IV, V)                                      | Силвия Рангелова                     |
| сарацинът (в 1 серия: I)                                                       | Любомир Димитров                     |
| другар на Радул (в 5 серии: I, II, III, IV, VI)                                | Стефан Мавродиев                     |
| вдовицата дойка (в 2 серии: I, V)                                              | Татяна Лолова                        |
| българин (в 1 серия: IV)                                                       | Богомил Симеонов                     |
| патриарх (в 3 серии: II, IV, V)                                                | Петър Слабаков                       |
| Теофил (в 4 серии: I, II, IV, V)                                               | Георги Мамалев                       |
| Петрона (в 2 серии: II, IV)                                                    | Любен Чаталов (като Любомир Чаталов) |
| византийски заложник (в 1 серия: IV)                                           | Богдан Глишев                        |
| Калиопа, дъщерята на Теоктист (в 3 серии: I, V, VI)                            | Бистра Марчева                       |
| византийка                                                                     | Минка Сюлеймезова                    |
| сърбин водач (в 1 серия: II)                                                   | Пламен Дончев                        |
| търговецът (в 3 серии: III, V, VI)                                             | Антон Радичев                        |
| Мери (в 4 серии: I, II, IV, V)                                                 | Любомир Бъчваров                     |
| монах (в 1 серия: III)                                                         | Никола Тодев                         |
| византийският император Михаил III (в 2 серии: IV, V)                          | Валентин Гаджоков                    |
| славянски воин (в 1 серия: I)                                                  | Кирил Кавадарков                     |
| учител                                                                         | Банко Банков                         |
| кесарят Варда (в 5 серии: I, II, IV, V, VI)                                    | Стефан Стефанов                      |
| Наум, ученик на Кирил (в 3 серии: IV, V, VI)                                   | Веселин Ранков                       |
| византийският слуга на Лъв                                                     | Тодор Тодоров                        |
| византиец                                                                      | Стефан Илиев                         |
| византиец (в 1 серия: II)                                                      | Иван Балсамаджиев                    |
|                                                                                | Явор Милушев                         |
| византиец (в 1 серия: II)                                                      | Николай Николаев                     |
| славянин, помощник на Захариус                                                 | Владимир Давчев                      |
| (в 1 серия: II)                                                                | Аспарух Сариев                       |
| сарацинът Мутя (в 1 серия: IV)                                                 | Михаил Петров                        |
| робът Селям (в 2 серии: II, V)                                                 | Никола Дадов                         |
| регент Синклит (в 2 серии: II, IV)                                             | Васил Бъчваров                       |
| (в 2 серии: II, VI)                                                            | Стефан Попов                         |
| (в 1 серия: II)                                                                | Веселин Борисов                      |
| (в 2 серии: I, II)                                                             | Иван Стефанов                        |
|                                                                                | Никола Дачев                         |
| (в 5 серии: от I до V вкл.)                                                    | Меглена Димитрова                    |
|                                                                                | Никола Хаджийски                     |
| (в 2 серии: III, VI)                                                           | Иван Андреев                         |
| (в 1 серия: II)                                                                | Богомил Атанасов                     |
|                                                                                | Стефан Стоилов                       |
|                                                                                | Найчо Петров                         |
| воин (в 1 серия: IV)                                                           | Светозар Неделчев                    |
| сарацин (в 1 серия: IV)                                                        | Димитър Ташев                        |
| (в 1 серия: IV)                                                                | Михаил Михайлов                      |
| византиец                                                                      | Васил Димитров                       |
| сарацин-мъдрец (в 1 серия: IV)                                                 | Йосиф Сърчаджиев                     |
| (в 1 серия: IV)                                                                | Стойно Добрев                        |
|                                                                                | Минчо Колев                          |
|                                                                                | Лора Кремен                          |
| византиец                                                                      | Рангел Рангелов                      |
| византийският писар на Теоктист (в 3 серии: II, V, VI)                         | Петър Петров                         |
|                                                                                | Васил Банов                          |
|                                                                                | Румен Стефанов                       |
|                                                                                | Кънчо Кънчев                         |
|                                                                                | Георги Николов                       |
|                                                                                | Стефан Георгиев                      |
|                                                                                | Илия Илиев                           |
|                                                                                | Стефан Бановски                      |
|                                                                                | Християн Русинов                     |
| (в 2 серии: II, V)                                                             | Георги Кодов                         |
| (в 1 серия: V)                                                                 | Петър Николов                        |
|                                                                                | Любомир Киселички                    |
|                                                                                | Николай Стоилов                      |
|                                                                                | Георги Стефанов                      |
|                                                                                | Продан Димов                         |
|                                                                                | Емил Джамджиев                       |
|                                                                                | Добромир Манев                       |
|                                                                                | Валери Еличов                        |
|                                                                                | Атанас Янакиев                       |
|                                                                                | Йордан Гаджев                        |
|                                                                                | Милена Атанасова                     |
|                                                                                | Адриана Палюшева                     |
| (в 1 серия: III)                                                               | Стоян Стойчев                        |
| (в 1 серия: III)                                                               | Иван Гайдарджиев                     |
|                                                                                | Петър Ф. Петров                      |

## Творчески и технически екип
| Режисьор            | Георги Стоянов                                                                                          |
| Сценарист           | Никола Русев                                                                                            |
| Оператор            | Христо Тотев                                                                                            |
| Главен консултант   | проф. Александър Фол                                                                                    |
| Консултанти         | доц. Георги Бакалов доц. Йордан Пеев доц. Джемшит Саяр                                                  |
| Редактор            | Константин Павлов                                                                                       |
| Музика              | Симеон Пиронков                                                                                         |
| Монтаж              | Мария Джидрова Димитричка Златева                                                                       |
| Художници           | Ангел Ахрянов Георги Гуцев Боянка Ахрянова                                                              |
| Звук                | Михаил Каридов                                                                                          |
| Костюми             | Анна Лъскова                                                                                            |
| Грим                | Дмитрий Коклин Ивон Иванова Татяна Найденова Софи Йосифова                                              |
| Втори режисьори     | Крикор Хугасян Евгения Вълова Димитър Георгиев                                                          |
| Асистент-режисьори  | Владимира Кирова Николина Гюмова Христина Острикова Наталия Уливерова Георги Солунски Иван Нанков       |
| Втори оператор      | Любомир Калевски                                                                                        |
| Фотограф            | Красимир Арабаджиев                                                                                     |
| Асистент-оператори  | Лазар Лазаров Александър Хатисов Атанас Димитров                                                        |
| Асистент-монтажисти | Мария Джидрова Татяна Иванова                                                                           |
| Втори художници     | Боряна Минчева Евгени Апостолов Пролет Георгиева Дориана Кебеджиева                                     |
| Гардероб            | Анка Качулева Лиляна Николова Маргарита Живкова                                                         |
| Пиротехника         | Иван Ангелов Петко Петков                                                                               |
| Реквизит            | Гаро Гарабедян Алексей Христов Георги Николов                                                           |
| Осветление          | Костадин Костадинов                                                                                     |
| Декори              | Васил Младенов                                                                                          |
| Техник по запис     | Крум Крумов                                                                                             |
| Кран                | Красимир Стамов                                                                                         |
| Комбинирани снимки  | Иван Манев Иржи Румлер                                                                                  |
| Художник-график     | Владимир Колев                                                                                          |
| Заместник-директор  | Видю Пенев                                                                                              |
| Организатори        | Руси Люцканов Танасис Карас Димитър Генин Александър Илиев Веселин Василев Вера Петрова Мария Хаджисава |
| Директор            | Христо Йоцов                                                                                            |